# Heterostylum croceum
Heterostylum croceum är en tvåvingeart som beskrevs av Joseph Hannum Painter 1930. Heterostylum croceum ingår i släktet Heterostylum och familjen svävflugor. Inga underarter finns listade i Catalogue of Life.